# Сампероне (Павија)
Сампероне је насеље у Италији у округу Павија, региону Ломбардија.
Према процени из 2011. у насељу је живело 243 становника. Насеље се налази на надморској висини од 88 м.